# Jacob Merlo Horstius
Pour l’article homonyme, voir Jacob Horstius.
Jacob (Jacobus) Merlo Horstius ou Jacques Merler, né à Horst le 24 juillet 1597 et décédé à Cologne le 21 avril 1644, était prêtre de Notre Dame In Pasculo à Cologne et auteur de nombreux ouvrages ascétiques

## Biographie
Né à Horst, il partit jeune pour Cologne, ou il suivit une formation en théologie. Il fut ordonné prêtre en 1621 et devint en 1623 curé de Notre Dame in Pasculo à Cologne poste qu'il occupa toute sa vie. Il rédigea de nombreux traités en latin qui furent ensuite traduits et édités durant des siècles dans de nombreuses langues.

## Œuvres principales
- Septem tubae orbis christiani ad reformationem ecclesiasticae disciplinae toto orbe et praesertim in Germania ad praesentium et graviorum malorum remedium necessario instituendam excitantes,  Coloniae Agrippinae : apud I. Kinchium, 1635
- S. Patris Bernardi opera omnia, nunc demum in V tomos, Saint Bernard de Clairvaux - Coloniae Agrippinae : apud J. Kinchium, 1641
- Paradisus animae christianae - Manuale pietatis, in quo officium B. Mariae Virginis, septem Psalmi poenitentiae, litaniae variae, accessus altaris, psalterium et orationes tempore belli et calamitatis publicae,  Col. Agrippinae : sumpt. J. Kinchii, 1644[3].
- Petit pseautier français-latin pour un tems de guerre et de calamité publique, composé des paroles de l'écriture sainte, distribué selon les demandes de l'oraison dominicale, 1644[4]